# دای تاکدا
دای تاکدا (انگلیسی: Dai Takeda؛ زادهٔ ۲۴ اکتبر ۱۹۸۹) بازیکن فوتبال اهل ژاپن است.